# モンブランみき
モンブラン みき（1992年8月24日 - ）は、日本の女子プロボクサー、即応予備自衛官（即応予備陸士長）、元陸上自衛官。本名・田中 美樹（たなか みき）。東京都墨田区出身。一力ボクシングジム所属。現日本女子アトム級王者。

## 来歴
陸上自衛官時代は立川駐屯地に勤務していた。
2017年1月31日、Reason押上ジム所属としてC級ボクサーライセンス取得。ボクシングに専念するため自衛官退職し、即応予備自衛官として災害派遣を担っている。
5月19日、後楽園ホールにて金子晴子戦でデビューし、3回TKO勝利。
10月29日、札幌・すすきので元なでしこリーガーの佐山万里菜と対戦も3回TKOで初黒星。
2018年5月28日、樽井捺月に判定勝利をおさめ再起すると、3連勝。
2019年3月3日、初の海外遠征として韓国・ソウルにてイム・チャンミと対戦も2回KO負け。
5月18日、地元の墨田区総合体育館にて樽井捺月と再戦も引き分け。
9月12日、後楽園ホールにて松田恵里が持つ女子日本アトム級王座に挑み、4回までの公開採点で同点の善戦を見せるが、5回にダウンを奪われ一度立ち上がるもロープに追い込まれたところでレフェリーストップTKO負けでタイトルを逃した。
2020年6月、ワタナベジムに移籍したことを発表。
12月13日、大阪府立体育会館（エディオンアリーナ大阪）第二競技場にて成田佑美が持つ女子日本ミニマム級王座に挑戦するが、0-3判定で敗れまたしても王座ならず。
2022年3月30日付で引退。
7月15日付で一力ジムに移籍し復帰へ。
復帰初戦は11月30日に元WBA女子世界アトム級王者古川夢乃歌と行う。初回にダウンを奪うも、2回以降にパンチを纏められ、0-3判定で敗れる。
2023年3月30日、狩野ほのかとの女子日本アトム級王座決定戦に挑むが、0-3（54-60×3）の判定で完敗しタイトル獲得ならず4連敗になってしまった。
2023年12月8日、松尾亜生理と対戦し、初回と2回にダウンを奪いレフェリーストップとなり、デビュー戦以来のKOで5年ぶりの勝利を挙げ、連敗を4、未勝利を6でストップした。この試合を含めた興行は同門である中川麦茶の公式YouTubeチャンネルにてライブ配信された。
2024年3月15日、女子日本アトム級挑戦者決定戦で樽井捺月と4年10か月ぶり3度目の対戦。2-1（58-56×2、56-58）の判定勝利で女子日本アトム級王座挑戦を決めた。
2024年7月22日、女子日本アトム級王者の狩野ほのかと約1年3ヶ月ぶりに再戦するも、6回0-3（56-58、55-59×2）判定負けで王座獲得ならず。
2024年10月20日、大阪・176BOXにて中野真由美が返上したWBOアジアパシフィックミニマム級王座決定戦として日本王者のロリト麻理菜と対戦。しかし、0-3判定で敗れまたしても王座獲得ならず。
2025年1月21日、渡邉恵との日本アトム級王座決定戦に挑む予定だったが、インフルエンザ感染のため中止。
2025年4月30日、改めて渡邉恵と王座決定戦を行い、3-0の判定勝ち。6度目の正直で念願の王座戴冠となった。
2025年9月29日、2位の宗利佳歩相手に初防衛戦を予定。

## 人物
- コスプレ姿でリングに上がることでも知られる[20]。
- 大の日本酒好きで、飲むときは一升瓶を軽く空けちゃう程の酒豪[21]。

## 戦績
- 16戦 7勝 2KO 8敗 1分

| 戦           | 日付           | 勝敗 | 時間    | 内容    | 対戦相手                     | 国籍 | 備考                                          |
| ------------ | -------------- | ---- | ------- | ------- | ---------------------------- | ---- | --------------------------------------------- |
| 1            | 2017年5月19日  | ☆    | 3R 1:53 | TKO     | 金子晴子（SRS）              | 日本 | プロデビュー戦                                |
| 2            | 2017年10月29日 | ★    | 3R 0:35 | TKO     | 佐山万里菜（ワタナベ）       | 日本 |                                               |
| 3            | 2018年5月28日  | ☆    | 4R      | 判定3-0 | 樽井捺月（山木）             | 日本 |                                               |
| 4            | 2018年8月20日  | ☆    | 4R      | 判定3-0 | 細田めぐみ（SRS）            | 日本 |                                               |
| 5            | 2018年11月20日 | ☆    | 6R      | 判定3-0 | 下岡由美子（厚木ワタナベ）   | 日本 |                                               |
| 6            | 2019年3月3日   | ★    | 2R 0:30 | TKO     | イム・チャンミ               | 韓国 |                                               |
| 7            | 2019年5月18日  | △    | 6R      | 判定1-2 | 樽井捺月（山木）             | 日本 |                                               |
| 8            | 2019年9月21日  | ★    | 5R 1:55 | TKO     | 松田恵里（10COUNT）          | 日本 | 日本女子アトム級タイトルマッチ                |
| 9            | 2020年12月13日 | ★    | 6R      | 判定0-3 | 成田佑美（姫路木下）         | 日本 | 日本女子ミニマム級タイトルマッチ              |
| 10           | 2022年11月30日 | ★    | 6R      | 判定0-3 | 古川夢乃歌（山木）           | 日本 |                                               |
| 11           | 2023年3月30日  | ★    | 6R      | 判定0-3 | 狩野ほのか（オークラ）       | 日本 | 日本女子アトム級王座決定戦                    |
| 12           | 2023年12月8日  | ☆    | 3R 1:34 | TKO     | 松尾亜生理（宇部BS）         | 日本 |                                               |
| 13           | 2024年3月15日  | ☆    | 6R      | 判定2-1 | 樽井捺月（山木）             | 日本 | 日本女子アトム級挑戦者決定戦                  |
| 14           | 2024年7月22日  | ★    | 6R      | 判定0-3 | 狩野ほのか（TEAM10COUNT）    | 日本 | 日本女子アトム級タイトルマッチ                |
| 15           | 2024年10月20日 | ★    | 8R      | 判定0-3 | ロリト麻理菜（エスペランサ） | 日本 | WBO女子アジアパシフィックミニマム級王座決定戦 |
| 16           | 2025年4月30日  | ☆    | 6R      | 判定3-0 | 渡邉恵（TEAM10COUNT）        | 日本 | 日本女子アトム級王座決定戦                    |
| 17           | 2025年9月29日  | -    | -       | -       | 宗利佳歩（RST）              | 日本 | 日本女子アトム級タイトルマッチ 試合前         |
| テンプレート |                |      |         |         |                              |      |                                               |

## 獲得タイトル
- 第6代日本女子アトム級王座